# Gwiezdny pył (powieść)
Gwiezdny pył (oryg. ang. Stardust) – powieść fantasy. Jest to druga samodzielnie napisana powieść  Neila Gaimana. W latach 1997–1998 DC Comics wydało powieść w czterech częściach pod tytułem Stardust: Being A Romance Within The Realm of Faerie, którą ilustrował Charles Vess. W lutym 1999 roku powieść ukazała się w postaci czysto prozatorskiej (bez ilustracji) w wydawnictwie Avon/Spike (ISBN 0-380-97728-1 oraz ISBN 978-0-380-97728-4).
W Polsce książka ukazała się w 2001 roku w Wydawnictwie Mag w serii Andrzej Sapkowski przedstawia (ISBN 83-87968-24-2), wyszły również wersje: autorska (ISBN 978-83-7480-065-5), filmowa (ISBN 978-83-7480-066-2) oraz audio z nagraniem Artura Barcisia (ISBN 978-83-924873-1-9). W Polsce tłumaczenia dokonała Paulina Braiter-Ziemkiewicz.

## Geneza
Jak sam autor pisze w Przedmowie autora do rozdziału „Mur:Prolog”, powieść Gwiezdny pył jest kontynuacją powieści, której nie napisał. Najpierw autor wymyślił miasteczko Mur i mur w tym miasteczku, który miał odgraniczać rzeczywistość od fantazji. Powieść miała być historią dziecięcą, a bohaterką powracająca z Ameryki, czterdziestoparoletnia pisarka romansów. Autor jednak zaprzestał pisania dalej tej historii. Następnym impulsem, który doprowadził do powstania Gwiezdnego pyłu, był widok spadającej gwiazdy na pustyni. Autor zapowiada, że napisze drugą historię o Tristranie Thornie, w której bohater wybiera się balonem do piekła.

## Czas akcji
Akcja powieści rozpoczyna się od przygód ojca Tristrana, Dunstana, od którego to, rozpoczyna się działanie czaru Pragnienia Serca. Jest kwiecień ok. roku 1838, kiedy królowa Wiktoria zaczęła panowanie w Anglii, ale jeszcze nie nosiła czerni; Charles Dickens rozpoczął publikowanie powieści Olivera Twista, pan John William Draper wykonał zdjęcie Księżyca; a pan Morse niedawno ogłosił, że potrafi przesyłać wiadomość po metalowych drutach. Dalsza część powieści nadmienia od drobnych incydentach z życia Tristrana, gdy miał lat 8, 12, 14 i 15. Ostatecznie akcja powieści rozgrywa się, gdy Tristran osiąga wiek 17 lat. Swoją podróż do Krainy Czarów rozpoczyna w październiku, a kończy w Święto Majowe podczas jarmarku.

## Fabuła
Młody Dunstan Thorn otrzymuje dar od dżentelmena w jedwabnym cylindrze, jest to czar Pragnienia Serca, niedługo potem ulega czarowi pięknej, magicznej kramarki czego owocem jest jakże realny bobas o imieniu Tristran. Gdy Tristran dorasta do wieku 17 lat, żyjąc sobie i nic nie podejrzewając w rodzinie Dunstana i Daisy Thornów, wzywa go Pragnienie Serca. Chcąc zdobyć serce pięknej Victorii, wyrusza w podróż, by znaleźć gwiazdę, która spadła za murem. Mur to granica oddzielająca angielskie, wiktoriańskie miasteczko od Krainy Czarów. Wyrwa w murze to przejście, które mieszkańcy obu krain mogą przekroczyć tylko w czasie trwającego tam co 9 lat jarmarku w trakcie Święta Majowego. Tristran dzięki pomocy ojca przekracza mur i wyrusza w podróż. Okrywa, że posiada niezwykły talent odnajdywania lokalizacji miejsc w Krainie Czarów. Spotyka kudłatego człowieczka, który za uwolnienie go z pułapki „złylasu” daje mu świecę, dzięki której dociera do gwiazdy i srebrny łańcuszek, którym zniewala gwiazdę. Od tej pory z Yvaine przeżywa wiele przygód w drodze do Muru, bo na serce gwiazdy czyha zła czarownica, a na medalion z topazu książęta spragnieni władzy. W trakcie swojej wędrówki spotykają Brudną Sal i panią Unę zaklętą w żółtego ptaszka, jednorożca i lwa, łowców piorunów, złą Lilim i wiele innych magicznych postaci. W końcu Tristran i Yvaine docierają do Muru. Wszystko pięknie się kończy, Tristran zostaje Władcą cytadeli, a po nim Yvaine, Victoria wychodzi za mąż za pana Mondaya, a stara Morwanneg staje się coraz starsza. I wszyscy żyli długo i szczęśliwie, no może poza książętami i Lilim.

## Miejsce akcji
Akcja powieści rozgrywa się w dwóch światach w Anglii XIX wieku i w Krainie Czarów.

### Miasteczko Mur w Anglii
- „Pod Siódmą Sroką” – gospoda pana Bromiosa
- sklep „Mondaya i Browna” – miejsce zatrudnienie Tristrana
- okolice miasteczka, w tym wzgórze Dyties, z którego Victoria dostrzegła spadającą gwiazdę
- dom Thornów.

### Kraina Czarów
- Cytadela Burz – siedziba Władcy Burz na górze Huon
- Uciecha – wioska
- Czarci Prąd – port
- Góra Brzucha – góra, za którą spadła gwiazda
- złylas – las, w którym zastawił pułapkę na Tristrana i jego włochatego towarzysza podróży
- gospoda na rozstaju wyczarowana przez Morwanneg z rydwanem wymalowanym na szyldzie
- „Perdita” – wolny statek łowców błyskawic
- Kanał Kopacza
- Simcock Pod Wzgórzem – miasteczko, w którym Yvaine z Tristranem spotkali gobliny-werbowników
- Fulkestone – miasteczko, w którym była tawerna, w której Tristran o mały włos nie pozostałby bardem
- las Berinheda – w którym Tristran stawił czoła płowemu orłowi.

## Postacie

### Ludzie z miasteczka Mur
- Tristran Thorn – syn Dunstana Thorna i pani Uny,
- Dunstan Thorn – ma 18 lat, gdy rozpoczyna się opowieść; ojciec Tristrana i Louisy,
- Daisy Hempstock później Thorn – umiłowana Dunstana, potem jego żona; matka Louisy,
- Louisa Thorn – córka Daisy i Dunstana Thorn; przyrodnia, młodsza o pół roku siostra Tristrana,
- Thomas (Tommy) Forester – zalotnik, a potem mąż Bridget Comfrey; przyjaciel Dunstana; ojciec Victorii,
- Bridget Comfrey później Forester – posługaczka w gospodzie „Pod Siódmą Sroką”; żona Thomasa Forestera, a matka Victorii,
- Victoria (Vicky) Forester – córka Thomasa i Bridget Forester; umiłowana Tristrana,
- Robert Mondey – 40-letni współwłaściciel sklepu „Mondey i Brown”; przyszły mąż Victorii Forester,
- Pan Bromios – właściciel gospody „Pod Siódmą Sroką”,
- Alum Bej – ciemnooki mężczyzna z małpką, zalotnik Bridget Comfrey,
- Cecilia Hempstock – kuzynka Louisy Thorn i przyjaciółka Victorii Forester,
- Amelia Robinson – przyjaciółka Victorii,
- Lucy Pippin – przyjaciółka Victorii,
- Harold Crutchbeck – syn młynarza, strażnik przy murze,
- Wystan Pippin – strażnik przy murze,
- pan Brown – strażnik przy murze

### Magiczny Lud z Krainy Czarów
- Una pierworodna i jedyna córka Osiemdziesiątego Pierwszego Władcy Cytadeli Burz; niewolnica i kramarka czarownicy Brudnej Sal zamieniana w żółtego ptaka na srebrnym łańcuszku; matka Tristrana Thorna,
- Yvaine – gwiazda, która spadła; gwiazda wieczorna; prawdziwa miłość Tristrana,
- Osiemdziesiąty Pierwszy Władca Cytadeli Burz,
- Synowie Osiemdziesiątego Pierwszego Władcy Cytadeli Burz:
  - martwi:
    - Secundus,
    - Kwintus – zamordowany przez Septimusa, który go otruł dosypując trucizny do dania z pikantnego węgorza,
    - Kwartus,
    - Sekstus – zepchnięty z urwiska przez Septimusa podczas podziwiania burzy,

  - żywi:
    - Primus – zabrał Tristrana powozem; zamordowany przez Morwanneg (poderżnęła mu gardło) w gospodzie,
    - Tertius – otruty winem przez Septimusa, który dodał do niego wyciągu z jagód,
    - Septimus – zamordowany przez Morwanneg w Kanele Kopacza; wysłała jasnookiego węża, który go ugryzł,
- Trzy Lilim, które władały Karnacją, zanim nie zatonęła, władczynie czarownic:
  - Morwanneg = „morska fala"- ta z Lilim, która poszukiwała gwiazdy,
- Brudna Sal alias madame Semele – czarownica więżąca panią Unę,
- dżentelmen w czarnym jedwabnym cylindrze – gość w chacie Dunstana Thorna podczas pierwszego jarmarku; obdarzył Dunstana jego pierworodnego i jego lub jej pierworodnego darem Pragnienia Serca,
- włochaty człowieczek – gość w oborze Dunstana; podróżował i wpadł w pułapkę „złylasu” wraz z Tristranem Thorne’em; podarował Tristranowi świecę i łańcuszek do zniewolenia;
- Brevis – chłop przemieniony w capa przez Morwanneg,
- jednorożec,
- nimfa leśna przemieniona w drzewo,
- Meggot – członkini załogi „Perdity”,
- Kapitan „Perdity”.

## Nagrody
W 1999 Stowarzyszenie Mythopoeic nagrodziło Neila Gaimana i Charlesa Vessa Nagrodą Mythopoeic za Gwiezdny pył w kategorii Literatura fantasy dla dorosłych.
W 2000 powieść została nagrodzona Nagrodą Alex Amerykańskiego Stowarzyszenia Bibliotek dla jednej z 10 najlepszych książek dla młodego czytelnika.

## Ekranizacja
W 2007 na ekrany kin wszedł film w reżyserii Matthew Vaughnna pod tytułem Gwiezdny pył.

## Dodatkowe informacje
- Powieść rozpoczyna wiersz Johna Donne'a pt. Pieśń, rozpoczynający się od słów Ten, kto gwiazdę w locie schwyta.... Ten sam wiersz wykorzystany został w powieści Diany Wynne Jones pt. Ruchomy zamek Hauru, w którym Pieśń jest zaklęciem.

- Powieść Gwiezdny pył zainspirowała brytyjską pisarkę fantasy Susannę Clarke do napisania krótkiego opowiadania pt. Książę Wllington gubi swojego konia („The Duke of Wellington Misplaces His Horse”, 1999), którego akcja rozgrywa się w miasteczku Mur.